# Бразильско-японские отношения
Бразильско-японские отношения — двусторонние дипломатические отношения между Бразилией и Японией.

## История
Первый контакт между Бразилией и Японией был установлен через португальских исследователей, которые впервые прибыли в Японию в 1543 году и основали город Нагасаки. В 1588 году Португалия основала свои первые колонии в Бразилии. С 1543 по 1638 год португальско-японская торговля осуществлялась через перевалочный пункт в Бразилии, что осталось в истории под названием Торговля с южными варварами. Многие японские продукты попадали на рынок в Бразилии, а также в эту страну массово мигрировали японские рабочие для работы на плантациях. К 1638 году португальским торговцам больше не разрешалось торговать в самой Японии, однако торговля между странами продолжила осуществляться через португальскую колонию в Макао. Затем, Япония вступила в период изоляции.
В сентябре 1822 года Бразилия получила независимость от Португалии. В октябре 1868 года в Японии начался период Мэйдзи, что повлекло за собой установление дипломатических отношений в том числе и с Бразилией. В 1895 году Бразилия и Япония подписали Договор о дружбе, торговле и судоходстве. В 1897 году страны открыли посольства в столицах друг друга. В июне 1908 года в Бразилию прибыло судно Касато Мару из Японии, на борту которого находилось 790 японских мигрантов. Между 1908 и 1941 годами более 190 000 японцев иммигрировали в Бразилию, ища лучшей жизни в этой стране.
Во время Первой мировой войны две страны были союзниками и воевали против Центральных держав. Бразилия поддержала японское предложение о расовом равенстве на Парижской мирной конференции.
Но уже во время Второй мировой войны Бразилия разорвала дипломатические отношения с Японией, после нападения на Перл-Харбор в январе 1942 года и объединилась со странами Антигитлеровской коалиции. Несколько тысяч бразильцев японского происхождения были арестованы или депортированы из-за подозрений в шпионаже. Бразильское правительство также закрыло сотни японских школ, изъяло оборудования связи и организовало переселение японцев вглубь страны, подальше от береговой линии. Некоторые бразильские японцы подверглись пыткам: их принуждали наступать на изображение императора Хирохито, который считался божеством в Японии. В 1952 году дипломатические отношения между странами были восстановлены. В 1953—1973 годах еще 55 000 японцев иммигрировало в Бразилию.
В июле 1959 года премьер-министр Японии Нобусукэ Киси стал первым главой японского государства, посетившим Бразилию с официальным визитом. В сентябре 1976 года президент Бразилии Эрнесту Гайзел посетил Японию с официальным визитом. В 1997 году японский император Акихито посетил Бразилию, что стало его третьим визитом в эту страну. В 1990 году японское правительство приняло закон, разрешающий японцам и их потомкам до третьего поколения вернуться в Японию. С тех пор около 300 000 бразильцев японского происхождения переселились в Японию и стали третьей по численности группой иммигрантов в Японии после китайцев и корейцев. Однако, затем некоторые из них вернулись в Бразилию после того, как заработали в Японии денег на покупку недвижимости в Бразилии. В 2015 году страны отметили 120 лет со дня установления дипломатических отношений.

## Торговые отношения
В 2015 году товарооборот между Бразилией и Японией составил сумму 8 миллиардов долларов США. Экспорт Японии в Бразилию: автомобили, автомобильные детали, двигатели и металлообрабатывающие станки. Экспорт Бразилии в Японию: железная руда, мясо, цветные металлы, химикаты, железо и сталь. В 2016 году прямые инвестиции Японии в экономику Бразилию составили сумму 1,4 млрд. долларов США. В том же году Япония заняла третье место в списке крупнейших торговых партнеров Бразилии в Азии и седьмым в мире. В Бразилии действуют несколько известных многонациональных японских компаний, таких как Daiso, Honda, Sony, Toshiba и Toyota. В 2007 году Japan Airlines приобрела бразильские самолёты Embraer.

## Диаспора
Около 1,6 млн. бразильцев имеют японское происхождение, что делает Бразилию страной с крупнейшей японской общиной за пределами Японии. В Японии проживает третья в мире по численности бразильская диаспора, большинство из членов которой имеют японское происхождение.